# 28543 Solis-Gozar
28543 Solis-Gozar è un asteroide della fascia principale. Scoperto nel 2000, presenta un'orbita caratterizzata da un semiasse maggiore pari a 2,3738406 UA e da un'eccentricità di 0,0685983, inclinata di 6,06666° rispetto all'eclittica.